# Puerto de Klausen
El puerto de Klausen (en alemán: Klausenpass; elevación: 1.948 metros o 6.391 pies) es un puerto de alta montaña en los Alpes suizos que conecta Altdorf, en el cantón de Uri, con Linthal, en el cantón de Glarus. De manera algo inusual, el límite entre los dos cantones no se encuentra en la cumbre del paso, sino a unos 8 kilómetros (5.0 millas) por la pendiente hacia Linthal, con la cumbre en Uri.
El puerto de Klausen está atravesado por una carretera pavimentada, que tiene una longitud, entre Altdorf y Linthal, de 46 kilómetros. El camino se aproxima a la cumbre desde Altdorf a través de las comunidades del valle de Schächen de Bürglen, Spiringen y Unterschächen, y desciende a Linthal a través de Urnerboden. La carretera normalmente está cerrada entre octubre y mayo, debido a las grandes nevadas que se dan en el puerto. Durante el período de apertura, un servicio de PostBus Suiza atraviesa el paso varias veces al día, conectando la estación de Fluelen, en la vía férrea del Gotardo y el lago de Lucerna, con la estación de Linthal, terminal de la línea ferroviaria que atraviesa Glarus.
En la cima del puerto hay una capilla histórica, la Bruder-Klaus-Kapelle, mientras que a 1.500 metros al oeste, y 100 metros más abajo se encuentra el Hotel Passhohe.
Además de ser una ruta popular para ciclistas y motociclistas, el Klausenpass también forma parte de la Alpine Pass Route, una ruta de senderismo de larga distancia que atraviesa Suiza. Sin embargo, la ruta de senderismo se aproxima al puerto por ambos lados utilizando una ruta diferente a la de la carretera.

## Historia

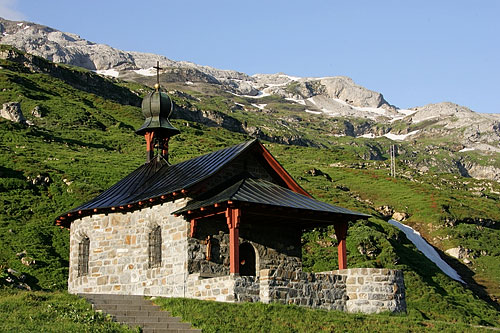
Bruder-Klaus-Kapelle

El puerto de Klausen era originalmente una vía de ganado, que en 1196 era controlada por una oficina de aduanas en Bürglen.
Según la leyenda, la frontera entre Glarus y Uri fue determinada en 1315, tras prolongadas disputas. Los dos cantones acordaron que en un primer momento dos corredores saldrían de Altdorf y Linthal, respectivamente, y la frontera sería donde se encontraran. Los habitantes de Glarus decidieron alimentar bien a su gallo, para que fuera solidario con su causa, mientras que los de Uri no le dieron nada de comer al suyo. El resultado fue que el gallo de Glarus se quedó dormido, mientras que el de Uri, impulsado por el hambre, cantó excepcionalmente temprano, y el corredor de Uri cruzó todo el Urnerboden antes de que el corredor de Glarus se pusiera en marcha. A petición del corredor de Glarus, el corredor de Uri accedió a dejarle llevarle de vuelta cuesta arriba hasta donde pudiera, y la actual frontera entre Uri y Glarus es donde el corredor de Glarus cayó muerto, exhausto de llevar a cuestas al corredor de Uri.
En 1590 se construyó un hospital para viajeros en Urnerboden, con el mantenimiento del paso compartido entre los cantones de Uri y Glarus. En 1625 Glarus transfirió su sección de la ruta a un particular. En 1717 se construyó una capilla en la cumbre, probablemente dedicada a San Nicolás de Myra. En 1870, se construyó una carretera desde Altdorf a Unterschächen, y en 1893-99 se amplió la carretera a través del paso a Linthal. La construcción de la carretera requirió la demolición de la capilla construida en 1717, y la actual Bruder-Klaus-Kapelle se construyó en 1938.

## La subida a la colina de Klausen

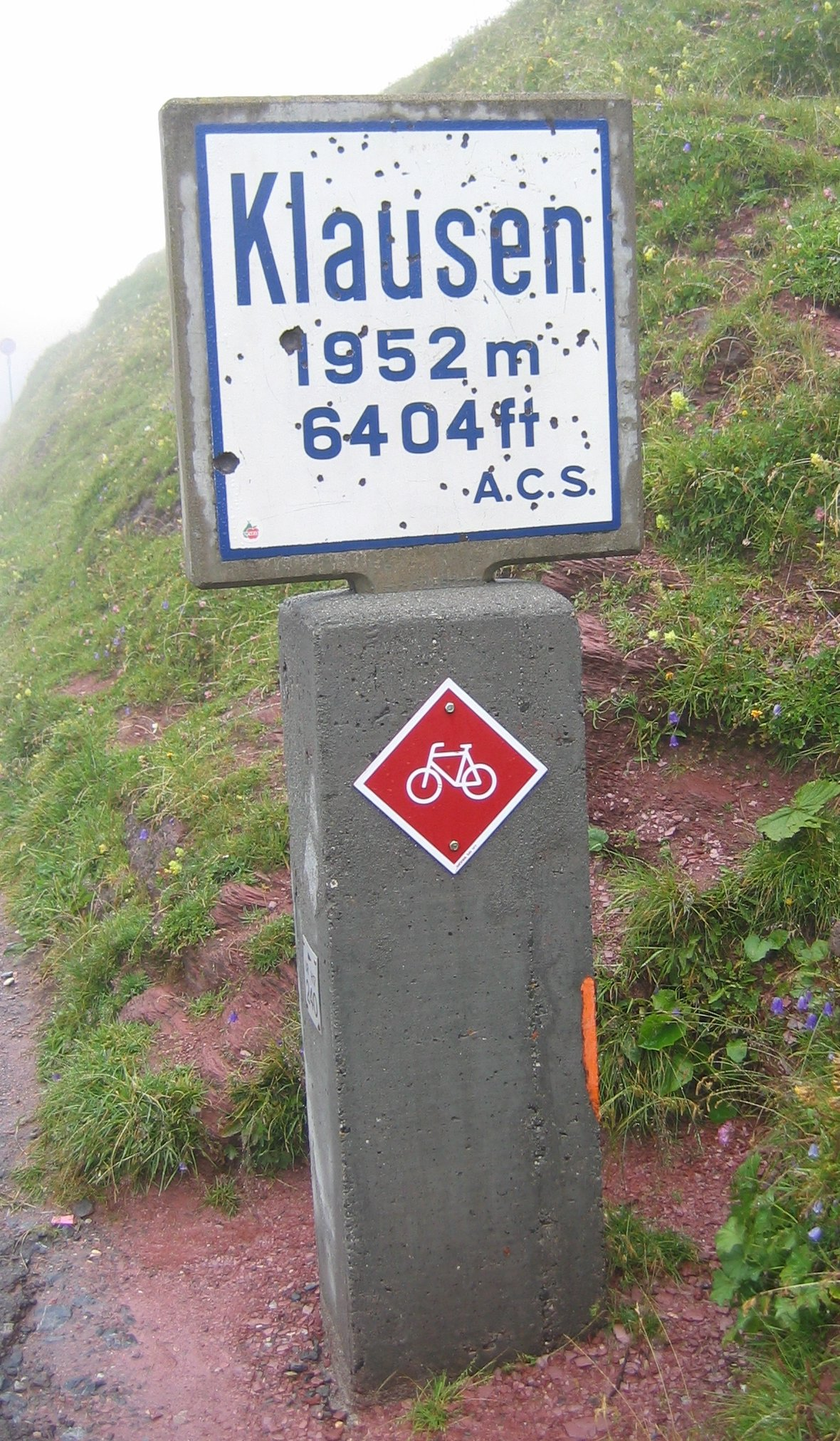
La señal del puerto de Klausen, con una elevación ligeramente diferente

Es una histórica escalada, de casi 14 millas de largo, conocida como la Klausenpassrennen.
- 1922 Nieth (Hispano Suiza) 21m 42s
- 1923 Rutzler (Steyr) 20m 24.4s
- 1924 Merz (Mercedes) 18m 48.6s
- 1925 Masetti (Sunbeam) 17m 28.8s
- 1927 Rosenberger (Mercedes) 17m 17s
- 1929 Chiron (Bugatti) 16m 42.4s
- 1930 Chiron (Bugatti) 16m 24.6s
- 1932 Caracciola (Alfa-Romeo) 15m 50s
- 1934 Caracciola (Mercedes) 15m 22.2s (récord)[7]

En 1993 tuvo lugar la carrera memorial Klausenrennen, y ahora se celebra (nominalmente) cada cuatro años para coches de época. El evento más reciente se llevó a cabo del 27 al 29 de septiembre de 2013.